# Caius Plinius Secundus
Idősebb Plinius, teljes nevén Caius Plinius Secundus Maior (Kr. u. 23/24 – Kr. u. 79. augusztus 25.) római író, polihisztor, ókori enciklopédista. A Nápolyi-öböl partján, Stabiae mellett lelte halálát a Vezúv nevezetes kitörésekor, amely elpusztította az ókori Pompeii és Herculaneum városokat.

## Élete
Idősebb Plinius életére vonatkozólag legfontosabb forrásunk unokaöccse: Ifjabb Plinius, aki számos levelében írt nagybátyja életéről, tudós szenvedélyéről, illetve az általa írt, de mára már elveszett műveiről.
Idősebb Plinius születési helye Novum Comum (ma Como), születésének ideje Kr. u. 23 vége vagy 24 eleje (erre Ifjabb Plinius leveléből lehet következtetni: Plin. epist. 3, 5, 7). Ismeretes, hogy Rómában töltötte ifjúságát, ahol a hadvezér és tragédiaköltő Q. Pomponius Secundushoz csatlakozott (akinek életéről később könyvet írt), illetve Antonius Castor, a jeles botanikus is a mestere volt. Harmincéves kora körül érdeklődése a politika és a közélet felé fordult, s magas rangú lovastisztként az alsó-germániai hadseregben szolgált. Ezt követően egy ideig ügyvédként tevékenykedett (Ifjabb Plinius utal erre: Plin. epist. 3, 5, 7.). Nero uralkodása alatt (Kr. u. 54–68) szándékosan tartotta magát távol a közügyektől, s idejét a tudományok művelésére fordította. Nero bukását követően, 70-ben újra magas rangú tisztként harcolt Vespasianus júdeai hadjáratában. Rövid időre Syria provincia kormányzójává nevezték ki, majd Vespasianus és fia, Titus bizalmas híve volt (erre vonatkozóan lásd Plin. nat. praef.). Császári procuratorként többek között Hispaniában is tartózkodott (Plin. epist. 3, 5, 17). Műveiből kiderül, hogy Galliát és Africát is saját tapasztalatból ismerte. 79-ben, a Vezúv nevezetes kitörése idején mint a misenumi flotta parancsnoka a bajba jutottak megsegítésére sietett, emellett tudományos megfigyeléseket is akart végezni. Stabiae településen mintegy 2000 ember életét mentették meg. A vulkánkitöréskor felszabadult mérges gázok belégzése következtében veszítette életét. A 20. század elején stabiai ásatásokon egy előkelő férfi csontvázát is megtalálták, akit már akkor Pliniusként azonosítottak, de tudományos konszenzus nem volt a kérdésben. A leletek felülvizsgálata alapján mégis ő lehet.
Hivatali ügyei, aktív közéleti tevékenysége mellett folyamatosan felolvastatott magának, illetve jegyzeteket készíttetett gyorsíróival. Még utazásai, illetve fürdőzései során is folyamatosan felolvastatott magának, vagy diktált. Minden szabad percet kihasznált, hogy tudományos kutatásainak szentelhesse életét. Unokaöccse leveleiből tudjuk, az volt a szavajárása, hogy nincs az a csapnivaló könyv, amelynek ne volna néhány tanulságos részlete, illetve hogy véleménye szerint időfecsérlés minden perc, amelyet nem a tanulmányainak szentel az ember. (Plin. epist. 3, 5.) Tudós kíváncsiságát, gyakran éjszakába nyúló információgyűjtő szenvedélyét jól jellemzi a következő mondat, amely Idősebb Plinius egész életét jellemezte, és életművének mottója lehetne: „Profecto enim vita vigilia est” („Mert az élet valójában virrasztás”: Plin. nat. praef. 18.)

## Elveszett művei

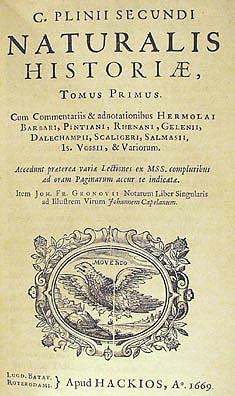
A Naturalis Historia egy 1669-es kiadása

- „De iaculatione equestri” (A lovassági gerelyvetésről) című írása a lovastaktikáról szól, mint a germániai lovascsapat parancsnoka Kr. u. 43-ban írta.
- Történeti jellegű művei voltak: „De vita Q. Pomponii Secundi” (Q. Pomponius Secundus életéről), továbbá a „Bellum Germaniae libri XX.” (20 könyv a germánok elleni háborúról), ez utóbbit Tacitus is felhasználta. „Dubii sermonis libri VIII” (8 könyv a kétértelmű beszédről) című művét Nero uralkodása alatt írta. Hasonlóképp történeti jellegű volt „A fine Aufidi Bassi” (Aufidius Bassus római történetének folytatása), ezt Tacitus és Suetonius is felhasználta.
- Retorikai jellegű műve volt a „Studiosi” (Tudósok).

Mindezen munkái elvesztek.

## A Naturalis Historia célkitűzése
A fentebb vázolt elveszett műveivel szemben fennmaradt viszont Plinius monumentális terjedelmű és hatalmas információtömeget feldolgozó „Naturalis Historiája”, amelyet 77-ben tett közzé, és a leendő császárnak, Titusnak ajánlott. A mű címét célszerű Természettudomány-ként fordítani, hiszen a Plinius által leírt és összegyűjtött információtömeg az ókori tudományosság szintjét, színvonalát, kutatási módszereit tekintve tudománynak tekinthető, továbbá az ógörög historia szó eredetileg nem történetet jelentett (hanem eredetileg a kutatást, a közvetlen tapasztalásból származó ismeretszerzést, tudást jelentette). A Természettudomány, mint cím ugyanis egyértelműen kifejezi azt a tudományos igényt és tartalmat, amelyet Plinius a 37 könyv során célul tűzött ki, és meg is valósított. Ha csupán az első könyvben található tartalomjegyzéket végigolvassuk, már az alapján is képet kapunk a feldolgozott témák mennyiségéről és tudományos igényéről. Plinius a Praefatioban (az enciklopédia bevezetése) kifejti, hogy természettudományos könyvei megírásakor nem a stílus és a forma volt a vezérlő elv, hanem a természet jelenségeinek értelmezése és leírása (Plin. nat. praef. 12–13.).
Plinius azért tartja megfelelőnek az enciklopédia műfaját, mert a cél az, hogy a kutatás korábbi egyenetlenségeit kiküszöbölve minden témát fel kell dolgozni, érinteni kell. Plinius legfőbb érdeme az, hogy elsőként próbált minden tudományterületen egyforma mélységű információt átadni. Plinius felismerte a szaktudományos és irodalmi szövegek közötti alapvető különbséget, és egyértelműen alkalmazta enciklopédiájában a szaktudományos közlésformára azóta is jellemző formai jegyeket: nem szinonimákat használt, hanem szakterminusokat, továbbá enciklopédiájában a tartalom, a jelentés mindig hangsúlyosabb, mint a nyelvi megformálás, a stílus (Plin. nat. praef. 16.).
A terminológiai precizitásra való törekvés mellett még egy nagyon fontos érdeme van a pliniusi enciklopédiának: könyvenként felsorolja azokat a szerzőket, akiknek a műveiből merített a tudásanyag összegyűjtése, rendszerezése során. Ez az első, fennmaradt bibliográfia az európai tudománytörténetben, éppen ezért különösen fontos, hiszen Plinius az által, hogy feltüntette az általa felhasznált forrásokat, precedenst teremtett, és hozzájárult a tudományos diskurzus szabályainak fejlődéséhez.
Plinius munkásságát és enciklopédiáját gyakran egy valóságtól elrugaszkodott szobatudós elméleti alkotásának tartják, aki túlértékeli a könyvekből megszerezhető tudást. Ez a nézet egyrészt abból fakad, hogy Plinius maga is utal arra, hogy bizonyos véleményeket azért ír le, hogy továbbadja az ismeretet. (Plin. nat. 2, 85. és Plin. nat. 30, 137.) Másrészt a görögök gyakran szerinte elméleti, spekulatív, és a gyakorlati haszon szempontjából értékelhetetlen fejtegetéseit rendszeresen elutasító nézetei azt a látszatot keltik, hogy nem érti a görög filozófia és matematika, valamint a fizika bizonyos tételeit. Pliniusnál ez esetben az ismeretközlés célját, motivációját kell figyelembe venni, azt az utilitast, amely arra ösztönzi, hogy praktikus, használható ismeretekkel gyarapítsa az emberiséget. Ezért a gyakorlatban nem hasznosítható ismereteket nem tartja fontosnak, és a gyakorlati haszonnal nem kecsegtető spekulációt ezért tartja hiábavalónak. Pliniust semmi esetre sem tarthatjuk szobatudósnak, hiszen enciklopédiája valamennyi könyvében rendszeresen találkozunk saját megállapításaival, megfigyeléseivel, véleményével az egyes természeti jelenségekkel kapcsolatban. Plinius mindemellett ki is mondja, hogy a tapasztalati megismerést az elméleti megközelítésnél fontosabbnak tartja (Plin. nat. 2, 166.)

## A Naturalis Historia világképe
Plinius a sztoikus filozófia hatására a világot élő, organikus egésznek tartotta, amelyet áthat az isteni erő. Ez a lélekkel felruházott természet nézetei szerint anyai gondoskodással, önzetlenül táplálja az embert, ezért a természetet csodálni kell, és meg kell ismerni nagyszerűségét. Ezzel szemben az önzetlenül gondoskodó Földanya adományait fényűző célokra fordítani, és a természetet kapzsiságból kihasználni, kimeríteni a legfőbb bűnök egyike Plinius véleménye szerint (Plin. nat. 2. 157–158.), illetve a természet megismerése is vezethet azonban túlzásokhoz, ha nem a természet csodálatára, hanem elméleti, és önző célokra irányul.
A tudást, bármely részéről szól is a természetnek, összegyűjteni és továbbadni azért, hogy az emberek segítségére legyen, a legfőbb erény Plinius értékrendjében, amelyet igyekszik maradéktalanul megvalósítani. A hangsúly tehát nem a stíluson és nem az elméleti tudományok megújításán van, hanem a gyakorlatban használható, praktikus tudás gyűjtésén és hagyományozásán. Enciklopédiáját a művelt olvasóknak szánta, és a tényanyagot igyekezett anekdotákkal, paradoxonokkal és morális fejtegetésekkel élénkíteni, tarkítani, amelyeknek az a célja, hogy az olvasó ne csak racionálisan kötődjön az olvasott anyaghoz, hanem belső kapcsolatot teremtsen vele, vagyis Plinius didaktikai jártasságáról is tanúbizonyságot tesz.
Plinius rendszerében a Természet valamennyi teremtményének célja van, mégpedig az, hogy az ember hasznára legyen. Ebből az antropocentrikus nézőpontból fakad, hogy az összes ismert növény- és állatfajból, sőt, még egyes földfajtákból és a kohászati melléktermékekből is valamiféle orvosság, gyógyszer előállítható. A mai olvasó számára sokszor meglehetősen furcsák ezek az orvosságok és gyógymódok, de nem szabad figyelmen kívül hagynunk, hogy a szintetikus gyógyszergyártást megelőzően a gyógyszerek alapanyagát évezredeken át ténylegesen a természetben előforduló növényi, állati vagy ásványi eredetű anyagokból nyerték.
A pliniusi enciklopédia fő rendező elve a sympatheia, (legfontosabb említései: Plin.nat. 20,1 és 37, 59–60), amely mint sztoikus terminus már Krüszipposz rendszerében megjelenik, és Cicero, Seneca, Poszeidoniosz nézeteiben is kimutatható. Plinius enciklopédiájában a sympatheia és antipathia az a két fontos természeti erő, amely minden természeti jelenségben jelen van, amely biztosítja a természet, illetve a kozmosz egységét, stabilitását és érthetővé teszi törvényeit.
Plinius enciklopédiája nélkül jóval szegényesebb lenne nem csak az ókori természettudományról kialakított képünk, hanem vallástörténeti, kultúrtörténeti és történeti ismeretünk is, hiszen számos adat csak az ő művéből ismert. Adatainak és gyűjteményes munkájának értékét mi sem bizonyítja jobban, mint hogy teljes terjedelmében fennmaradt, hiszen még a középkorban is másolták, használták, sőt tanították az általa közölt ismeretanyagot.

## A Naturalis Historia szerkezete
Ifjabb Plinius leveleiből tudjuk, hogy Plinius minden olvasmányát kivonatolta (Plin. epist. 3, 5). Ez az állandó jegyzetelés, adattárolás – amelynek rendszerességét, és módszerességét csak megbecsülhetjük abból a leírásból, miszerint még télen is folyt az adatgyűjtés útközben, és ha szükséges volt, inkább kesztyűt viselt az írnok, de a folyamatos jegyzetelésnek a hideg sem állhatta útját – talán a kulcsa és az alapfeltétele volt a hatalmas ismerettömeget feldolgozó enciklopédia megírásának. A legújabb nemzetközi kutatások is alátámasztják ezt a feltételezést, hiszen Plinius munkamódszerének rekonstruálásakor a következő megállapításra jutottak: Az adatok feldolgozásának első lépése a felolvasás, ezt követte a megfelelő részek kivonatolása, jegyzetelése írótáblára, majd folyamatos átmásolása egy gyűjtőhelyre, végül a szövegrészek megfelelő sorrendbe állítása után következett a nyelvi megformálás. Az adattömeg könnyű kereshetőségéhez és csoportosításához feltehetőleg kulcsszavas fogalmi háló készült, amelynek segítségével könnyen lehetett rendezni az adatokat, jegyzeteket, illetve ez a rendszer tette lehetővé, hogy a különböző forrásból származó adatok a megfelelő fejezetben kerüljenek leírásra. Plinius saját bevallása szerint forrásként használta egy Turranius Gracilis nevű római földrajzi és természettudományos író munkáit, melyek azonban nem maradtak fenn.

## A Naturalis Historia felépítése
Az adatok tudatos gyűjtése és jegyzetelése mellett a pliniusi enciklopédia egésze is gondos szerkesztés eredménye. Látszólag rendezetlenül követik egymást az egyes témakörök, hiszen az első könyvben a Titusnak szóló ajánlás, az általános tartalom- és forrásjegyzék, a második könyvben a kozmológia, a harmadiktól a hatodikig terjedő könyvekben az ismert világ (Európa, Afrika, Ázsia) földrajza szerepel, a hetedik könyvben kapott helyet az antropológia, a nyolcadiktól a tizenegyedikig a zoológia, a tizenkettediktől a tizenkilencedikig a botanika, a huszadiktól a huszonhetedikig az orvosi botanika, a huszonnyolcadiktól a harminckettedikig az orvosi zoológia, és végül a harmincharmadiktól a harminchetedikig az ásványtan és a művészetek, amelyeknek alapanyagát a fémek és az ásványok képezik. Ez a látszólag esetleges tematika tudatos szerkesztés eredménye, hiszen ha a kozmológiát összevonjuk a földrajzzal, és az antropológiát a zoológiával, akkor egy olyan szabályos körkompozíciót kapunk, amelynek keretét alkotja az élettelen természet: kozmológia, földrajz, illetve ásványtan, ezen belül helyezkedik el az antropológia és a zoológia, a körkompozíció közepén pedig a botanika szerepel. A tudatos szerkesztés a körkompozíció egyensúlyában is kimutatható, hiszen a fentebb ismertetett elrendezés négyszer öt és kétszer nyolckönyvnyi tagolásban adja az élettelen, az ember és állat-, illetve növényvilág leírását. (Vagyis élettelen anyag: 2–6 és 33–37. könyvek; ember és állatvilág: 7–11 és 28–32. könyvek; növényvilág: 12–19 és 20–27. könyvek.)

## A Naturalis Historia tartalma
Bevezetés
- 1. könyv: Praefatio (bevezetés) és a 2–37. könyvek Plinius által írt tartalom- és forrásjegyzéke

Kozmológia (2. könyv)
- 2. könyv (bolygó- és állócsillagok, a világegyetem szerkezete, nap- és holdfogyatkozás, légköri jelenségek, meteorológia, naptári számítások)

Földrajz (3–6. könyv)
- 3. könyv (Hispania, Itália, Illyricum, Dalmatia, Pannonia, Moesia)
- 4. könyv (Graecia, Macedonia, Dacia, Sarmatia, Scythia, Gallia)
- 5. könyv (Mauretania, Numidia, Africa, Egyiptom, Cilicia, Caria, Lydia, Bithynia)
- 6. könyv (A Pontus vidéke, Armenia Minor, Armenia maior, Albania, Media, India, Mesopotamia, Arabia, Aethiopia)

Antropológia (7. könyv)
- 7. könyv (az emberi test, testi és lelki adottságok, életkorral, születéssel kapcsolatos megfigyelések)

Zoológia (8–11. könyv)	
- 8. könyv (szárazföldi állatok: elefánt, oroszlán, tigris, medve, ló, szarvasmarha, kecske, juh, nyúl…)
- 9. könyv (vízben élő állatok: halfajták, polipok, ráják, tengeri csillag, igazgyöngy…)
- 10. könyv (madarak: sas, héja, kánya, baglyok, galambok, fecskék, szarkák…)
- 11. könyv (rovarok: méhek, méz, darazsak, pókok, bogarak, hangyák…)

Botanika (12–19. könyv)
- 12. könyv (indiai, perzsiai, arábiai fafajták)
- 13. könyv (szíriai, egyiptomi, aethiopiai fák és más növények; Ázsia és Görögország fái)
- 14. könyv (szőlő, bor, borfajták, ittasság)
- 15. könyv (olajfa, füge, szilva, és más gyümölcsök)
- 16. könyv (bükkfa, fenyőfajták, juharfa, nyárfa, faanyagok és felhasználásuk)
- 17. könyv (telepített fák, faiskolák, a fák gondozása és betegségeik)
- 18. könyv (gabonafélék és hüvelyesek)
- 19. könyv (len, gombák, fűszerek)

Orvosságok növényekből (20–27. könyv)
- 20. könyv (orvosságok kerti növényekből)
- 21. könyv (a virágok és koszorúnövények jellemzői, orvosságok ezekből)
- 22. könyv (gyógynövények és festőszerek; orvosságok gabonafélékből és hüvelyesekből)
- 23. könyv (orvosságok nemesített fákból)
- 24. könyv (orvosságok vadon termő fákból)
- 25. könyv (az önmaguktól termő növények jellemzői, és a belőlük készíthető orvosságok)
- 26. könyv (különféle betegségek, illetve további orvosságok növényenként)
- 27. könyv (a többi gyógynövényfaj, és a belőlük készíthető orvosságok)

Orvosságok állatokból (28–32. könyv)
- 28. könyv (emberekből és állatokból készíthető orvosságok)
- 29. könyv (híres orvosok; orvosság gyapjúból, kígyótojásból, és sokféle állatból)
- 30. könyv (mágusok, mágia, orvosság sokféle állatból)
- 31. könyv (gyógyhatású vizek és orvosságok vízi állatokból)
- 32. könyv (orvosságok vízi állatokból)

Ásványtan (33–37. könyv)
- 33. könyv (fémek tulajdonságai és felhasználásuk, orvosságok fémekből)
- 34. könyv (réztartalmú fémek, felhasználásuk és belőlük készíthető orvosságok)
- 35. könyv (a festészetről, híres ókori festők, festészeti módszerek és alapanyagok)
- 36. könyv (az ásványok tulajdonságai és felhasználásuk, híres épületek, orvosságok ásványokból)
- 37. könyv (drágakövek fajtái szín és érték szerint, hamisításuk, felhasználásuk)

## A Naturalis Historia utóélete
Plinius enciklopédiája felbecsülhetetlen értékű az európai művelődéstörténetben. Plinius írói munkásságának hatása már nem sokkal halála után kimutatható Tacitus és Suetonius történeti műveiben, retorikája pedig Quintilianusra hatott. Enciklopédiájának hatása Gellius, Apuleius és Tertullianus műveiben tapintható ki először. A középkor természettudománya Sevillai Szent Izidortól Albertus Magnusig ugyancsak Plinius enciklopédiájára épült. A magyar tudományos irodalomban is jelentős a hatása Temesvári Pelbárttól egészen a reformkorig.
Már a Kr. u. 3. században megkezdődött az enciklopédia kivonatolása, e kivonatok képezték ugyanis alapját a Kr. u. 4. századi orvosi kézikönyveknek. A kora középkorban folytatódott egyrészt a mű másolása, másrészt pedig kivonatolása: Plinius-kivonatok szerepelnek például a csillagászati ismereteket feldolgozó, ún. northumbriai enciklopédiában is. A reneszánsz idején különösen megnőtt a pliniusi enciklopédia jelentősége, hiszen ebben az időszakban még a természet megismerése fontos forrásának tartották a Plinius által összegyűjtött ismeretek jelentős részét, nem véletlenül vált ekkor iskolai tananyaggá, és ebből kifolyólag kommentárokkal is ellátták. Különösen fontos, hogy Plinius nem csupán leír és magyaráz bizonyos természeti jelenségeket, hanem latin terminológiát is szolgáltat a jelenségek ismertetésekor, ami nagyon sok esetben változatlan maradt akkor is, ha ma már más definícióval látjuk is el az adott terminust. Már a tizenötödik században kifogásolták, hogy Plinius nem követi a görög filozófia és tudományos módszer hagyományait, csillagászati szempontból nézve pedig ekkoriban kezdődik az a folyamat, amelynek révén Plinius enciklopédiája egyre kevésbé felel meg a kor természettudományos ismereteinek, viszont e folyamattal párhuzamosan kultúrtörténeti, művelődéstörténeti és tudománytörténeti szerepe kezdett felértékelődni. Galilei, Kepler, és Kopernikusz munkássága nyomán a pliniusi enciklopédia asztronómiai megállapításai érvényüket veszítették.

## A Naturalis Historia kutatástörténete
A pliniusi enciklopédia tudománytörténeti értékének felismerését követőleg kezdődött az a filológiai munka, amelynek eredményeképpen szövegkritikai és kommentárokkal ellátott Plinius-kiadások láttak napvilágot. Megkezdődött Plinius enciklopédiájának nemzeti nyelvekre történő fordítása, amelynek eredményeképpen ma már számos európai nyelven olvasható Plinius Természettudományának valamennyi könyve.
A szövegkiadások és kommentárok megjelenése mellett természetesen megindult az egyes szöveghelyek tudománytörténeti értelmezése, a természettudományos jelenségek azonosítása és magyarázata, illetve értelmezési lehetőségeik vizsgálata.
Plinius stílusát, szóhasználatát, grammatikáját és nyelvezetét is vizsgálat tárgyává tették, bár mivel Plinius enciklopédiája nem annyira irodalmi stílusa, mint inkább a közölt ismeretanyag tartalma miatt fontos, ezért a kutatás – szakítva a nordeni hagyománnyal, amely a legrosszabb stílusú római szerzőnek tartott Pliniusban nem talált értéket – napjainkra már inkább a szöveg értelmezési lehetőségeire és tudománytörténeti megközelítésére fókuszál.
Plinius enciklopédiájának átfogó elemzése mellett egyre több kisebb tanulmány látott napvilágot, amelyek egy-egy szöveghelyre vagy részproblémára összpontosítanak. Ilyen például a tengerrel, az idő számításával, a földrajzi ismeretekkel vagy a szöveg vallástörténeti vonatkozásával, az állattani ismeretekkel, illetve Plinius moralitásával, az enciklopédia szerkezetével foglalkozó szakcikkek és monográfiák. Az utóbbi évtizedekben örvendetes módon megszaporodtak a pliniusi enciklopédia különféle szempontok szerinti elemzését végző tanulmányok, amelyek tematikus tanulmány- és konferenciakötetekben kaptak helyet. A pliniusi enciklopédia vizsgálatának új irányt adtak azok az interdiszciplináris kutatások, amelyek a Pliniusnál leírt ismereteket modern természettudományos eredményekkel vetik össze.
A pliniusi enciklopédia elemzésével foglalkozó monográfiák, és különösen az egyes szöveghelyek értelmezésével foglalkozó tanulmányok tömeges megjelenése indokolta, hogy könyvenként illetve tematikus bontásban összegyűjtött kutatástörténeti összefoglalások készüljenek, ezzel is elősegítve az eddigi eredmények összegzését és az újabb kutatások irányának meghatározását.
Plinius enciklopédiája leginkább tudomány- és kultúrtörténeti értéke miatt jelentős. Az ókori tudásanyag fontos összefoglalása, képet ad a felhalmozott ismeretanyag nagyságáról, amely a később önállósuló természettudomány egyes részterületeinek kiindulópontjául szolgált. A pliniusi enciklopédia pontos képet nyújt az ókori „tudományosság” sajátos jellegéről, vagyis arról, hogy az egyes tudományágak még nem különültek el egymástól. A természetről alkotott ókori tudásanyag egységes világnézeti komplexumot alkotva igen szorosan kapcsolódott a korabeli filozófiához és a valláshoz.
A Naturalis Historae egyes népnevei
Mivel az 1973-as magyar kiadásból (fordította, válogatta és jegyzetekkel ellátta: Váczy Kálmán, Téka-sorozat, Kriterion kiadó, Bukarest) sajnálatos módon kimaradtak, ezért érdemes néhány szót ejteni a Plinius által hagyományozott népnevekről, melyek a kelet-európai (és benne a magyar) történelem kezdeteinek közelebbi megismerésében is segíthetik a kutatókat. Plinius korábbi írók adatait is belefoglalja művébe, és tudósít Sarmatia népeiről. Az 1973-as magyar kiadás egyik jegyzete arról ír, hogy, idézzük: „Sarmatia = a szarmatáknak nevezett szláv nép által lakott terület a Fekete-tengertől északra (megfelel a mai Lengyelország és a Szovjetunió nyugati részének)”. Figyelembe kell venni azonban, hogy a szarmaták sosem voltak szlávok, hanem minden antik forrás szerint a szkíták és az amazonok (Hérodotosz), illetve a médek utódai (Plinius, VI. 7,19: Sarmatae, Medorum (ut ferunt) suboles; a szarmaták, mint hírlik, a médektől erednek). Hibás, vagy legalábbis töredékes a Plinius-jegyzet helymeghatározása is: Sarmatia – mint Ptolemaiosz is leírja néhány évtizeddel Pliniust követően – európai és ázsiai részre (Sarmatia Europe és Asiatica) tagolódott, mely területeket a Don választotta el egymástól a közelben lakó krími görögök felfogása szerint (a szkíták elsődleges kelet-európai központja pedig a Borüszthenész/Dnyeper folyó környékén volt, nem a Donnál, mint egy másik jegyzet írja). A szarmaták egészen a Kaukázusig és a Dél-Urálig, illetve a déli Transzurálig lakták a kelet-európai sztyeppéket. Plinius továbbá, másokhoz hasonlóan, megkülönböztetni látszik szarmatákat és szauromatákat, ami azonban valószínűleg abból fakadt, hogy voltak – mint maga is mondja – görög szarmaták (Graecis Sauromatae), azután a „güneokratikus” szauromaták, akik az amazonokkal éltek együtt, és számos más szarmata törzset (a nyugatabbra lakók bizonyára keveredtek szláv törzsekkel is). Megemlítendő még, hogy Plinius említ egy Sardi Scythae népet a Dromos Achilleos elnevezésű földrajzi pontnál (keskeny földsáv a Krím-félsziget és a Dnyeper-torkolat között), és azt mondja, hogy ezt az egész területet ezek a „szárdi szkíták” és a szirakénok lakják (IV. 26,83: Totum eum tractum tenent Sardi Scythae et siraceni). Mármost később Ptolemaiosz említ ettől a helytől északra egy Szuardeni népet, ugyanabban a népfelsorolásban, melyben szerepelnek a Szirakéni és a rejtélyes "Materi" (vélhetően a magyar) népnevek (Geogr. V. 9,16–17). Nagyon valószínű, hogy a szuardeni népnév és Plinius „sardi scytha” népe azonos a szavárd néppel, akikkel később számos esetben találkozhatunk a bizánci, örmény forrásokban, s akik valóban a Kaukázustól északra, illetve egy részük attól délebbre is lakott. A szavárdok vagy szabirok (a név kettős, párhuzamos használatára eddig még nincs kielégítő magyarázat) általában hun-szabirok elnevezéssel jelennek meg (plur. nom. Unnoi sabeiroi), és mint köztudott, a 9. században élt bizánci császár, Bíborbanszületett Konstantin leírja (A birodalom kormányzásáról), hogy a magyarok (akiket turkoknak nevez) régi neve valami okból „szavarti aszfali” volt, erős, vagy lovas szabir, illetve szavárd, s hogy elszakadt egymástól a magyar és a szavárd nép a besenyők támadása miatt, majd a szavárdok „Perzsia vidékére” költöztek (Dél-Kaukázus), de a magyarok még mindig küldenek hozzájuk követeket. Pliniusnál tehát valószínűleg a szavárdok vagy szabirok első kelet-európai említésével találkozunk.[forrás?]

## Bibliográfia

### Plinius Naturalis Historiájának szövegkiadásai
- Plinius Secundus, Caius: Histoire naturelle, texte établi, traduit et commenté, Ed.: BEAUJEU – ERNOUT. Collection des Universités de France. Sér. Latine. G. Budé. Les Belles Lettres. Paris, 1947(–1985).
- C. Plinii Secundi Naturalis historia. Ed.: DETLEFSEN, D. F. Weidmann. Berolini, 1866–1873
- Plinius Secundus, Caius: Storia naturale, edizione (traduzioni e note). Ed.: BARCHIESI – RANUCCI. Torino, 1982–1988
- Plinius Secundus, Caius: Naturalis historiae – Naturkunde. Ed.: KÖNIG – WINKLER, Sammlung Tusculum. G. Artemis & Winkler. München – Zürich, 1974–1999
- Plinius Secundus, Caius: Naturalis historiae. Libri XXXVII. post Ludovici Iani obitum. 5 vol. Ed.: MAYHOFF, C. Bibliotheca scriptorum Graecorum et Romanorum Teubneriana. 1650. B. G. Teubner Verlag. Lipsiae, 1892–1909
- Plinius Secundus, Caius: Natural history: with an English translation in ten volumes. Ed.: RACKHAM. The Loeb Classical Library. Harvard Univ. P – Heinemann. Cambridge – London, 1938–1962

### Plinius Naturalis Historiájának magyar fordításai
- Plinius Secundus, Caius: A természet históriája. Válogatott részek az 1–6. könyvekből. Válogatta, fordította, bevezetéssel és jegyzetekkel ellátta: VÁCZY KÁLMÁN. Kriterion. Bukarest, 1973
- Plinius Secundus, Caius: A természet históriája. A növényekről. Részletek a XII–XXI. Könyvekből. Natura. Veszprém, 1987. Fordította: TÓTH S.
- Idősebb Plinius: Természetrajz. (XXXIII–XXXVII.) Az ásványokról és a művészetekről. Fordította: DARAB Á. – GESZTELYI T. Enciklopédia Kiadó. Budapest, 2001[2][3]
- GÁBLI C.: Caius Plinius Secundus természettudományának 37. Könyve. Fordítás és feldolgozás: Gábli Cecília. Lomart. Szeged, 2004
- Recenzió: Ferenczi Attila, „A kritikus pont”, BUKSZ, 2005/3, 266 skk.
- Válasz a recenzióra: Vízvári Zsolt: „A kritikus pont. Ez nem költészet – ez tudomány” [Válasz Ferenczi Attila írására, BUKSZ, 2005/3.], BUKSZ, 2005/4. 30
- GÁBLI C.: Caius Plinius Secundus természettudományának 2. Könyve. Fordítás és feldolgozás: Gábli Cecília. Lomart. Pécs, 2005
- GÁBLI C.: Caius Plinius Secundus természettudományának 1. Könyve. Fordítás és feldolgozás: Gábli Cecília. Lomart. Pécs, 2006
- Plinius: India leírása; az Indiába vezető kereskedelmi útvonal; igazgyöngyök; Taprobane és Arabia leírása: fordítás a 6. és 9. könyvekből. In: SZÉKELY MELINDA: Kereskedelem Róma és India között. JATEPress. Szeged, 2008
- Naturalis historia / Természetrajz. XIV–XVIII; ford., jegyz., előszó, utószó Hoffmann Zsuzsanna; JATEPress, Szeged, 2009
- Idősebb Plinius a mágiáról. Részletek a 28. és 30. könyvből; ford., bev., jegyz. Takács Anikó; JATEPress, Szeged, 2011 (Documenta historica)
- Természetrajz. VII. könyv. Az emberről; ford., jegyz., tan. Kozma Laura, előszó Gesztelyi Tamás; Debreceni Egyetemi, Debrecen, 2012
- Naturalis historia; ford., bev., jegyz., utószó Hoffmann Zsuzsanna, 24. könyv ford. Rábai Krisztina; Quintus, Szeged, 2012
- Naturalis historia. Természetrajz. Orvosságok állatokból. XXVIII–XXXII. könyv; ford., előszó, jegyz., utószó Hoffmann Zsuzsanna; Quintus, Szeged, 2013

### Kutatástörténeti összefoglalások
- DARAB Á. – GESZTELYI T.: C. Plinius Secundus (Maior, vagy id. Plinius, Kr. u. 23/4–79). A legújabb kutatások irányai és eredményei. In: Bevezetés az ókortudományba. 4. Szerk.: HAVAS L. – TEGYEY I. Agatha. Debrecen, 2001. 361–375. p.
- HANSLIK, R.: Forschungsbericht über Plinius d. Ae. I. In: Anzeiger für die Altertumswissenschaft. hg. von der Österreichischen Humanistischen Gesellschaft. 8. 1955. 193–218. p.
- HANSLIK, R.: Plinius der Ältere, II. Bericht. In: Anzeiger für die Altertumswissenschaft. hg. von der Österreichischen Humanistischen Gesellschaft. 17. 1964. 65–80. p.
- KÖNIG, R. – WINKLER, G.: Literaturhinweise. In: Naturalis historiae – Naturkunde. 1. Buch: Widmung, Inhaltverzeichnis des Gesamtwerkes, Zeugnisse, Fragmente. Ed.: KÖNIG, R. – WINKLER, G. (2. Ausg.). Artemis & Winkler. München – Zürich, 1997. 437–471. p.
- RÖMER, F.: Plinius der Ältere, III. Bericht. In: Anzeiger für die Altertumswissenschaft. hg. von der Österreichischen Humanistischen Gesellschaft. 31. 1978. 129–206. p.
- SALLMANN, K.: Plinius der Ältere 1938 – 1970. Forschungsbericht. In: Lustrum. 18. 1975. 5–299. p.
- SERBAT, G.: Pline l'Ancien. État présent des études sur sa vie, son œuvre et son influence. In: Aufstieg und Niedergang der römischen Welt. II.32.4.: Berlin – New York, 1986. 2069–2200. p.

## Egyéb általános irodalom
- Leffler Sámuel: Római irodalomtörténet – A középiskolák felsőbb osztályai számára és a művelt közönség használatára, Lampel Róbert (Wodianer F. és Fiai) Cs. és Kir. könyvkereskedése, Budapest, 1903, 179–180. o.
- Sebestyén Károly: A római irodalom története – szemelvényekkel magyar írók latin műfordításaiból, Lampel Róbert (Wodianer F. és Fiai) Cs. és Kir. Udvari Könyvkereskedés Kiadása, 1902, 112–114. o.